# Cleomene III
Cleòmene (in greco antico: Κλεομένης?, Kleoménēs; Sparta, 260 a.C. circa – Alessandria d'Egitto, 219 a.C.), chiamato nella storiografia moderna Cleomene III, è stato un sovrano greco antico, re di Sparta della dinastia agiade dal 235 al 222 a.C.
Salì al trono nel 235 a.C. alla morte del padre Leonida II, che cinque anni prima aveva fatto giustiziare il collega re euripontide Agide IV e ne aveva fatto sposare la vedova Agiatide al figlio. Secondo la testimonianza di Plutarco fu Agiatide ad illustrare a Cleomene il progetto riformatore del suo primo marito, che proprio per questo era stato fatto uccidere da Leonida, e a convincerlo a seguirne il progetto una volta salito al potere.
Il progetto di Agide consisteva in una riforma finanziaria che sanciva il condono totale dei debiti e in una riforma agraria che prevedeva la redistribuzione delle terre tra gli Spartani. L'intento era quello di riequilibrare così le ricchezze tra i cittadini in modo da ricostituire le condizioni sociali ed economiche per far tornare Sparta ad una posizione di egemonia nel Peloponneso.
Ben consapevole del fallimento del suo predecessore Agide, che era riuscito ad applicare il condono dei debiti ma non la riforma agraria, Cleomene, per ottenere il suo scopo, innanzitutto aumentò il suo prestigio militare scatenando la cosiddetta guerra cleomenea contro la lega achea. Sconfitti i nemici al monte Liceo, a Ladocea (227 a.C.) e a Dime (226 a.C.) ed eliminati con un attentato gli efori, i supremi magistrati spartani, ottenne in questo modo i poteri assoluti per applicare la riforma agraria. Per rendere meno odioso il potere assoluto, associò al trono il fratello Euclida, in spregio alla diarchia spartana che prevedeva due re di famiglie differenti ad esercitare contemporaneamente la sovranità.
Nel frattempo Arato, lo stratego della lega achea, si alleò col re di Macedonia Antigono III Dosone e col suo aiuto riuscì a sconfiggere definitivamente Cleomene a Sellasia. Antigono conquistò Sparta, ne abolì la millenaria diarchia ed instaurò al suo posto una repubblica fedele al regno di Macedonia. Cleomene riuscì invece a fuggire ad Alessandria, presso la corte del re d'Egitto Tolomeo III (222 a.C.).
Qui Cleomene soggiornò per alcuni anni in una condizione di prigionia dorata finché, fallito un estremo tentativo di ribellione e di fuga, si suicidò assieme ai compagni che gli erano rimasti fedeli (219 a.C.).

## Biografia

### Origini e ascesa al trono

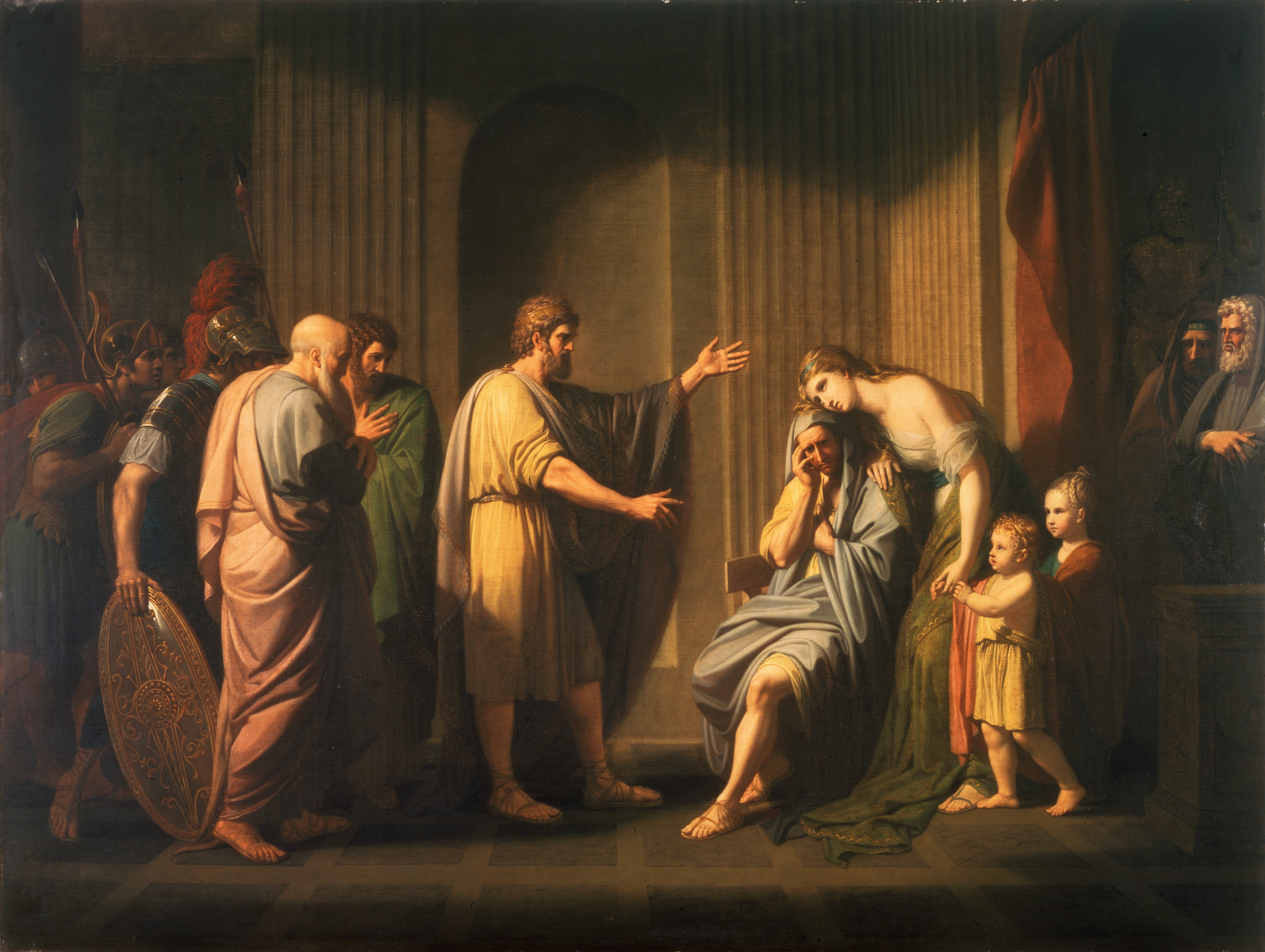
Cleombroto II viene mandato in esilio da Leonida II (dipinto di Benjamin West)

Cleomene era il figlio primogenito del re Leonida II e di sua moglie Cratesiclea. Suoi fratelli erano Euclida, che sarebbe a sua volta diventato re, e Chilonide, la futura moglie di Cleombroto II.
Secondo la testimonianza di Plutarco, il suo maestro di filosofia fu Sfero di Boristene, uno dei più noti discepoli di Zenone di Cizio.
Cleomene aveva circa venti anni quando il re euripontide Agide IV, collega del padre Leonida, aveva promulgato col sostegno dell'eforo Lisandro una riforma che prevedeva il condono dei debiti e la redistribuzione delle terre tra i cittadini. Lo scopo di Agide era quello di riequilibrare le ricchezze tra gli Spartani: l'abolizione del divieto di vendita delle proprietà terriere, decisa circa centocinquanta anni prima dall'eforo Epitadeo, aveva infatti portato all'accumulo di quasi tutti i latifondi nelle mani di pochi cittadini, soprattutto donne, lasciando all'indigenza la stragrande maggioranza degli Spartani. Molti di essi avevano per questo contratto debiti ingenti e versavano in condizioni di estrema povertà.
Leonida, però, osteggiò la riforma del collega per non privarsi delle sue ingenti ricchezze e per questo fu deposto e mandato in esilio dall'eforo Lisandro (242 a.C.), col pretesto di un'antica legge che vietava ai re di sposarsi con donne straniere (Cratesiclea era infatti di origine persiana). Leonida fu sostituito sul trono dal genero Cleombroto II.
Agide riuscì nell'applicazione del condono dei debiti, ma la decadenza di Lisandro dal suo incarico (il mandato degli efori durava infatti un solo anno e non era rinnovabile), gli ostacoli frapposti dal nuovo eforo Agesilao, che non voleva privarsi dei suoi latifondi, e la partecipazione ad una campagna militare contro la lega etolica ritardarono però l'applicazione della riforma agraria, finché Leonida riuscì a tornare sul trono (241 a.C.).
Leonida, dopo aver mandato a sua volta in esilio Cleombroto e sua moglie Chilonide, che era sua figlia (e sorella di Cleomene), sostituì gli efori in quel momento in carica con altri magistrati da lui stesso nominati e fece condannare a morte il collega Agide. Per la prima volta dalla sua fondazione, un re di Sparta veniva giustiziato; assieme a lui furono strangolate la madre Agesistrata e la nonna Archidamia, sostenitrici della sua politica riformatrice.
Dopo la morte di Agide, il trono euripontide passò ad Eudamida III, figlio neonato del re, mentre Leonida costrinse Agiatide, vedova di Agide e madre di Eudamida III, a sposare suo figlio Cleomene, che pure era ancora troppo giovane per il matrimonio secondo le tradizioni spartane.
Secondo il racconto di Plutarco fu proprio Agiatide ad illustrare al secondo marito il progetto del primo coniuge, convincendolo a proseguirne la riforma in spregio alla politica conservatrice del padre Leonida. Plutarco testimonia che Cleomene era molto innamorato della moglie, tanto che, durante la guerra cleomenea, non mancava di tornare a Sparta ogni volta che poteva, anche solo per poche ore, col solo scopo di rivederla.
Alla morte di Leonida, Cleomene divenne re (235 a.C.), all'età di circa venticinque anni circa, e mise immediatamente in atto il suo progetto di perfezionamento della riforma di Agide. Secondo la testimonianza di Plutarco, inizialmente il re non confidò a nessuno le sue intenzioni, se non all'amico Senare.

### Scoppio della guerra cleomenea

La Grecia al tempo della guerra cleomenea

Cleomene approfittò delle provocazioni della lega achea, che aveva causato alcuni incidenti al confine con l'Arcadia, per ottenere dagli efori il mandato per muovere guerra contro la lega stessa, dando inizio alla cosiddetta guerra cleomenea (228 a.C.). Secondo la testimonianza di Plutarco, Cleomene riteneva più opportuno realizzare il suo progetto in tempo di guerra, forte dei poteri militari che esercitava il re, piuttosto che in tempo di pace, quando gli efori avevano invece il pieno controllo politico.
Il giovane re occupò il tempio di Atena a Belbina, al confine tra la Laconia e l'Arcadia, ma fu poi costretto dagli efori a ritirarsi perché aveva solo trecento opliti con sé. Quando Arato, stratego della lega, occupò Cafie, Cleomene reagì devastando l'Argolide e suscitando la reazione di Aristomaco, lo stratego della lega in carica nel 228 a.C., che si preparò alla battaglia campale. Aristomaco fu però immediatamente costretto da Arato al ritiro, nonostante gli Achei avessero a disposizione ventisettemila opliti e gli Spartani solo cinquemila. Il prestigio di Arato era infatti così notevole che riusciva ad imporre la sua volontà anche negli anni in cui non era ufficialmente in carica come stratego (di solito esercitava questa magistratura ad anni alterni).
Successivamente, Cleomene soccorse gli alleati Elei, che erano a loro volta stati attaccati dalla lega achea, sbaragliando l'esercito acheo nella battaglia del Monte Liceo, al confine tra Arcadia ed Elide (227 a.C.) La disfatta delle truppe achee, che erano state colte di sorpresa dagli Spartani mentre si stavano ritirando dall'Elide, fu tale che si sparse addirittura la voce che lo stesso Arato fosse morto. Lo stratego della lega non si diede però per vinto e poco dopo riuscì a strappare Mantinea agli Spartani.
Fu in quel periodo che morì l'altro re Eudamida III, figliastro di Cleomene, e fu sostituito da Archidamo V, fratello di Agide, che fu richiamato per l'occasione a Sparta dall'esilio dove si trovava. Archidamo fu però assassinato poco dopo essersi insediato sul trono e Cleomene fece eleggere al suo posto suo fratello Euclida, creando il precedente, unico per altro nella storia di Sparta, di due re della stessa dinastia contemporaneamente sul trono.
Nell'estate del 227 a.C. Cleomene, dopo aver occupato la roccaforte di Leuttra, nell'area di Megalopoli, affrontò di nuovo l'esercito acheo, guidato da Arato di Sicione e da Lidiada di Megalopoli, e lo sbaragliò nella battaglia di Ladocea, uccidendo in battaglia lo stesso Lidiada. Forte di questa nuova vittoria, Cleomene si preparò al colpo di Stato per imporre la riforma agraria che da tempo aveva progettato. Secondo la testimonianza di Plutarco, il re di Sparta aveva confidato i suoi propositi al patrigno Megistonoo, il secondo marito di Cratesiclea, e ad altri amici fidati.

### Attentato agli efori e riforma

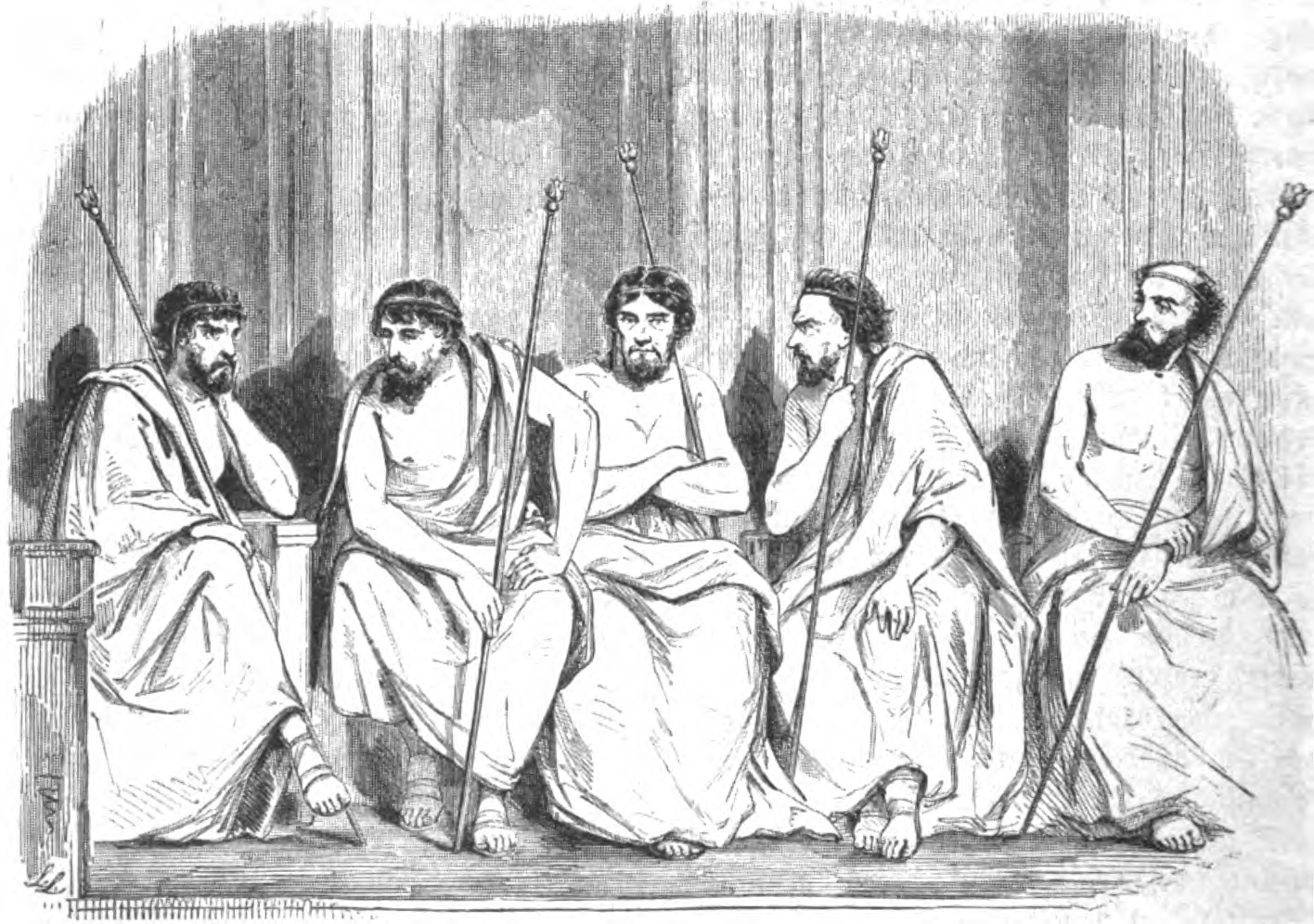
Gli efori esercitavano la loro magistratura seduti su cinque seggi posizionati nella stessa stanza (disegno del XIX secolo di Ludwig Löffler).

Per mettere in atto il suo progetto riformatore, Cleomene decise innanzitutto di eliminare gli efori, in modo da esercitare un potere assoluto su Sparta.
Secondo la testimonianza di Plutarco, mentre stava tornando in città dopo la vittoria di Ladocea, il re inviò il messaggero Euriclida alla mensa degli efori, dove i cinque magistrati pranzavano insieme come di consueto, per riferire un finto messaggio. Mentre gli efori erano intenti ad ascoltare le parole del messaggero, entrarono nella stanza da pranzo alcuni sicari inviati dal re che, sguainate le spade, assalirono di sorpresa i magistrati. Quattro di essi morirono sul colpo mentre il quinto, che si chiamava Agileo, fu colpito solo di striscio ma si buttò a terra fingendosi morto. Successivamente, approfittando della confusione, riuscì a fuggire.
Cleomene si impadronì quindi del potere assoluto (condiviso col fratello Euclida che aveva associato come collega al trono), giustificando il colpo di Stato col pretesto che la magistratura degli efori non era stata introdotta dall'antico legislatore Licurgo, ma solo in epoca più tarda, ai tempi delle guerre messeniche, quando i entrambi i re erano così impegnati militarmente che avevano bisogno di alcuni assistenti per l'amministrazione ordinaria della città. Successivamente, questi magistrati si erano impadroniti di autorità sempre più estese, fino a svuotare quasi completamente la regalità di ogni potere.
Eliminati gli efori, Cleomene usò i pieni poteri così ottenuti per completare la totale remissione dei debiti iniziata da Agide e per distribuire 4000 lotti uguali di terreno, requisiti ai latifondisti, ad altrettanti nuovi cittadini, scelti tra gli hypomeiones (ossia appartenenti a famiglie di Spartiati che erano stati esclusi dai diritti politici per insufficienti requisiti di censo) e i Perieci. La cittadinanza fu inoltre estesa ad alcuni stranieri, che erano stati giudicati idonei a divenire cittadini spartani e verso la fine del regno, e anche a molti Iloti in grado di pagare per il proprio affrancamento. Per integrare i nuovi cittadini nelle istituzioni spartane Cleomene ripristinò l'obbligatorietà dell'agoghé, ossia il tradizionale rigido sistema di educazione la cui istituzione era attribuita a Licurgo.

### Egemonia sul Peloponneso

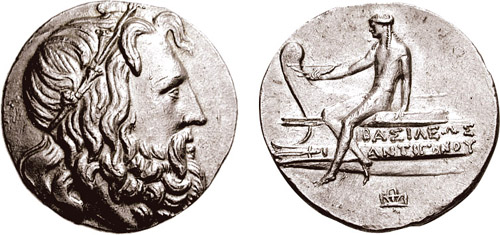
Ritratto monetale di Antigono III Dosone, avversario di Cleomene negli ultimi anni della guerra cleomenea. Sul rovescio della moneta, la scritta "ΒΑΣΙΛΕΩΣ ΑΝΤΙΓΟΝΟΥ" (del re Antigono).

Il massiccio aumento del numero di cittadini permise di rafforzare l'esercito spartano, che migliorò anche la sua efficienza grazie a varie riforme militari introdotte dal sovrano; le riforme sociali attirarono inoltre le simpatie di diverse poleis nei confronti di Sparta: l'effetto combinato di questi due fattori permise a Cleomene di attuare una vittoriosa politica di espansione, conquistando diverse città, tra le quali Mantinea, Tegea e Dime, dove gli Spartani inflissero un'altra sconfitta agli Achei, guidati nell'occasione dallo stratego Iperbata (battaglia di Dime, autunno 226 a.C.) e restaurando così l'egemonia spartana sul Peloponneso (226 a.C.). Agli alleati Elei Cleomene restituì diversi territori, tra i quali la stessa Dime, che erano precedentemente caduti in mano achea.
Secondo la testimonianza di Plutarco, dopo la sconfitta di Dime ed il temporaneo ritiro di Arato dalla guida della lega, gli Achei invitarono Cleomene ad una conferenza di pace a Lerna ma il re spartano non poté parteciparvi per un'improvvisa malattia (225 a.C.). Lo storico di Cheronea attribuisce a questo contrattempo imprevisto la rovina di Sparta e dell'intera Grecia, in quanto Arato ne approfittò per accordarsi con gli storici nemici della lega achea, i Macedoni.
In particolare, dopo aver inviato a Pella due ambasciatori megalopoliti per aprire le trattative, si alleò col re Antigono III Dosone. In cambio del suo sostegno, al re macedone Arato promise di restituire la rocca dell'Acrocorinto, che diciotto anni prima egli stesso aveva strappato al predecessore di Dosone: Antigono II Gonata.
Forte dell'alleanza coi Macedoni, Arato impedì lo svolgersi della nuova conferenza di pace che, una volta guarito Cleomene dalla malattia, avrebbe dovuto svolgersi ad Argo. Cleomene allora continuò la guerra, dapprima conquistando, con l'aiuto di Aristomaco (che era passato dalla sua parte), la stessa Argo, che mai era stata vinta dagli Spartani prima d'allora, e poi Fliunte, Sicione e Corinto, con l'esclusione della rocca di Acrocorinto, dove rimase una guarnigione achea.

### La Macedonia entra in guerra

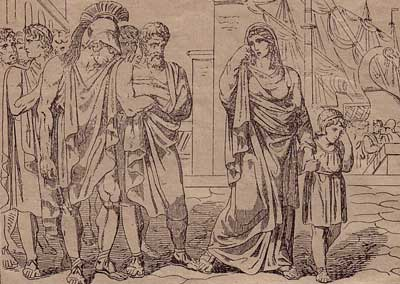
Cratesiclea e il figlio di Cleomene partono per l'Egitto come ostaggi di Tolomeo III (disegno di Bartolomeo Pinelli, 1805)

Nel 224 a.C. Antigono III Dosone, alla testa del suo esercito, giunse in Grecia attraverso un passo del monte Gerania. Cleomene lo affrontò con una tattica di guerriglia, evitando così la battaglia campale e cercando di prendere tempo finché il nemico non avesse esaurito le scorte alimentari. Gli arrivò però improvvisamente la notizia della perdita di Argo, che si era ribellata.
Cleomene inviò allora il patrigno Megistonoo a riconquistare la città, ma questi fu sconfitto ed ucciso in battaglia. In seguito alla perdita di Argo, Cleomene dovette ritirarsi anche da Corinto. Dopo aver cercato invano di riconquistare Argo, il re spartano decise di ritirarsi verso Sparta e, mentre si trovava in transito a Tegea, fu raggiunto da un messaggero che gli comunicò la morte improvvisa della moglie Agiatide.
Tornato a Sparta, ricevette dal re d'Egitto Tolomeo III una proposta di aiuti, purché il re di Sparta mandasse ad Alessandria come ostaggi la madre Cratesiclea ed uno dei suoi due figli minorenni. Chiesto il consenso della madre, Cleomene accettò.
Antigono conquistò Tegea, Mantinea ed Orcomeno, mentre Cleomene prese Megalopoli con un attacco a sorpresa (223 a.C.). Dapprima, il re di Sparta cercò di convincere i Megalopoliti a sciogliere l'alleanza con la lega achea, ma poi, al netto rifiuto da parte di Filopemene, Cleomene rase al suolo la città e si ritirò a Sparta, lasciando nello sgomento l'intera lega achea, per la rapidità dell'azione e la completa distruzione di una delle città più importanti dell'intero Peloponneso. In seguito, Cleomene iniziò a devastare l'Argolide, fino ad arrivare alla mura di Argo, dove si trovava Antigono, cercando la battaglia. Il re macedone però, nonostante gli insulti degli Argivi che lo spronavano a combattere, ritenne più prudente attendere ed organizzare una contro-offensiva più strutturata.

### Sconfitta e fuga

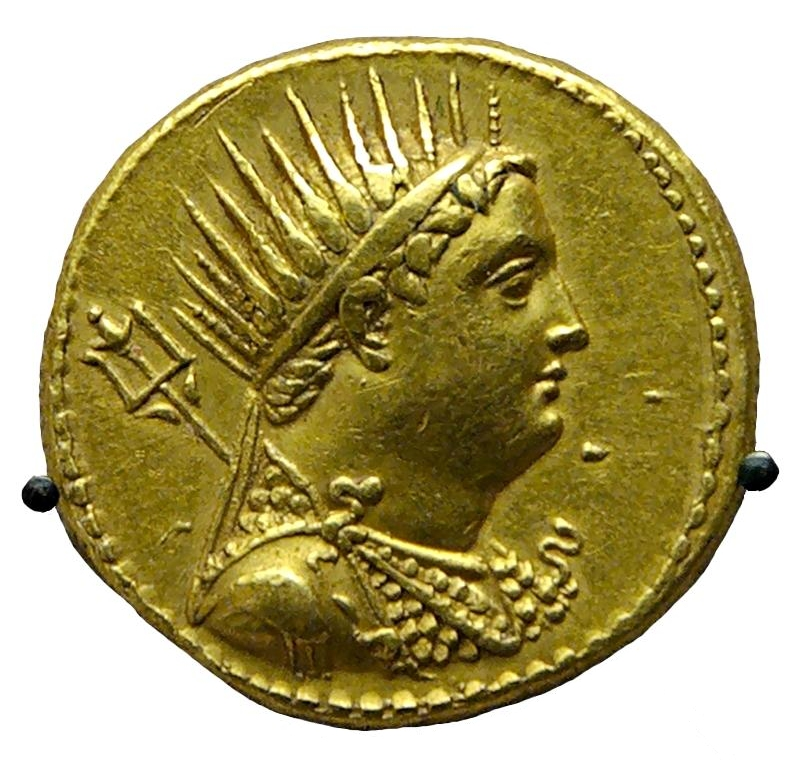
Ritratto monetale di Tolomeo III, alla cui corte trovò rifugio Cleomene dopo la disfatta di Sellasia

Nel 222 a.C., nella piana di Sellasia, le forze riunite della lega e dei Macedoni affrontarono finalmente l'esercito degli Spartani. Per rinforzare il suo esercito, Cleomene aveva riscattato la libertà di seimila iloti ed aveva consentito loro di arruolarsi.
Nonostante i rinforzi, la disfatta degli Spartani fu completa: secondo la testimonianza di Plutarco, dei seimila soldati lacedemoni, ne sopravvissero solo duecento ed anche i mercenari furono decimati.
Secondo il racconto di Plutarco, che a sua volta cita Filarco, la disfatta spartana fu causata dal tradimento di Damotele, il capo della Crypteia, l'antica istituzione spartana a quel tempo probabilmente organizzata come una sorta di polizia segreta. Damotele avrebbe infatti ingannato Cleomene sulla reale posizione occupata nello schieramento acheo dagli Illiri e dagli Acarmani, temibili mercenari al servizio macedone, portando così il sovrano spartano ad un'errata strategia di disposizione dei reparti del suo esercito. A Sellasia morì anche Euclida, fratello di Cleomene e suo collega sul trono.
Cleomene riuscì invece a salvarsi e a fuggire a Sparta. Da qui si diresse rapidamente verso il porto di Gytheio, da dove salpò prima dapprima per Citera, poi per l'isola di Egialia ed infine per Cirene in Libia. Qui sbarcò per recarsi via terra ad Alessandria d'Egitto, dove Tolomeo III lo accolse con tutti gli onori, fornendogli anche, secondo la testimonianza di Plutarco, uno stipendio annuo di ventiquattro talenti, somma che Cleomene utilizzò per aiutare suoi amici profughi.
Nel frattempo, Antigono entrò in Sparta, dove trattò la popolazione con mitezza: abolì però le leggi che erano state promulgate da Cleomene, restaurò l'eforato ed istituì, per la prima volta dalla fondazione di Sparta (avvenuta, secondo la tradizione, circa mille anni prima), una forma di repubblica al posto della tradizionale diarchia.
Poco dopo, il re macedone dovette tornare precipitosamente in Macedonia, che era stata nel frattempo invasa dall'esercito degli Illiri. Plutarco testimonia che i messaggeri che portavano la notizia dell'improvvisa invasione illirica arrivarono subito dopo la battaglia di Sellasia, tanto che lo storico di Cheronea annota che se Cleomene fosse riuscito a rimandare la battaglia di soli due giorni, il re macedone non avrebbe ingaggiato lo scontro ma si sarebbe ritirato in Macedonia per intervenire in difesa della patria, lasciando libero Cleomene di trattare la pace con la lega achea a qualsiasi condizione avesse desiderato.

### Fine

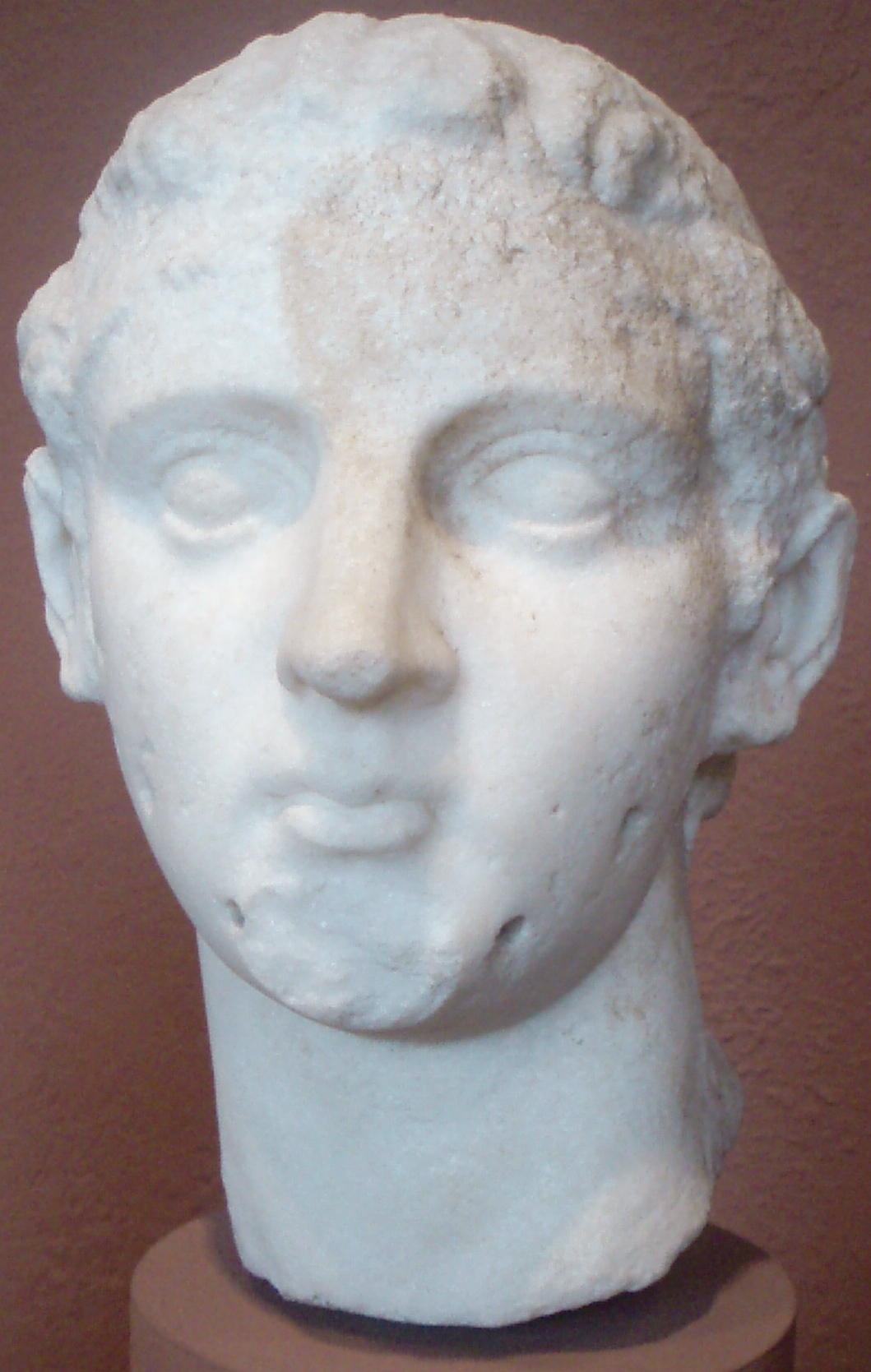
Testa in marmo di Tolomeo IV (Museum of Fine Arts, Boston)

Poco dopo l'arrivo di Cleomene ad Alessandria, il re Tolomeo III morì, prima di aver adempiuto alla sua promessa di far tornare l'ex re di Sparta in Grecia. Il successore al trono d'Egitto Tolomeo IV trattenne invece Cleomene, i suoi familiari ed i suoi amici per tre anni, in una condizione di prigionia dorata senza speranza di ritorno in patria, su consiglio del suo ministro Sosibio. L'ex re di Sparta aveva invece cercato rifugio in Egitto proprio per ottenere gli aiuti per contrattaccare i Macedoni, all'epoca avversari politici della dinastia tolemaica.
Nel 219 a.C. Cleomene tentò il tutto per tutto per cercare di fuggire da Alessandria e, approfittando di un viaggio di Tolomeo IV a Canopo, fece spargere la voce che il re l'aveva liberato, facendo arrivare molti doni al palazzo dove si trovava, come se li avesse inviati lo stesso sovrano d'Egitto. In questo modo riuscì ad ingannare i soldati di guardia e, uscito per le vie di Alessandria coi suoi amici (secondo la testimonianza di Plutarco erano tredici in tutto), tentò di scatenare una rivolta popolare contro il re, non riuscendovi in alcun modo. Vistosi dunque perduto, ordinò ai suoi seguaci di ucciderlo e di sopprimersi a vicenda, raccomandando al suo amico Panteo di rimanere vivo per ultimo e di suicidarsi a sua volta solo dopo essersi assicurato che tutti gli altri fossero morti.
Tolomeo IV, tornato ad Alessandria, ordinò di uccidere Cratesiclea, i due figli minorenni di Cleomene (uno dei quali aveva a sua volta tentato invano il suicidio) e le donne del seguito dell'ex re di Sparta, tra le quali la moglie di Panteo, che per ironia della sorte, secondo il racconto di Plutarco, si era appena ricongiunta col marito dopo aver affrontato un viaggio lungo ed avventuroso.

## Storiografia

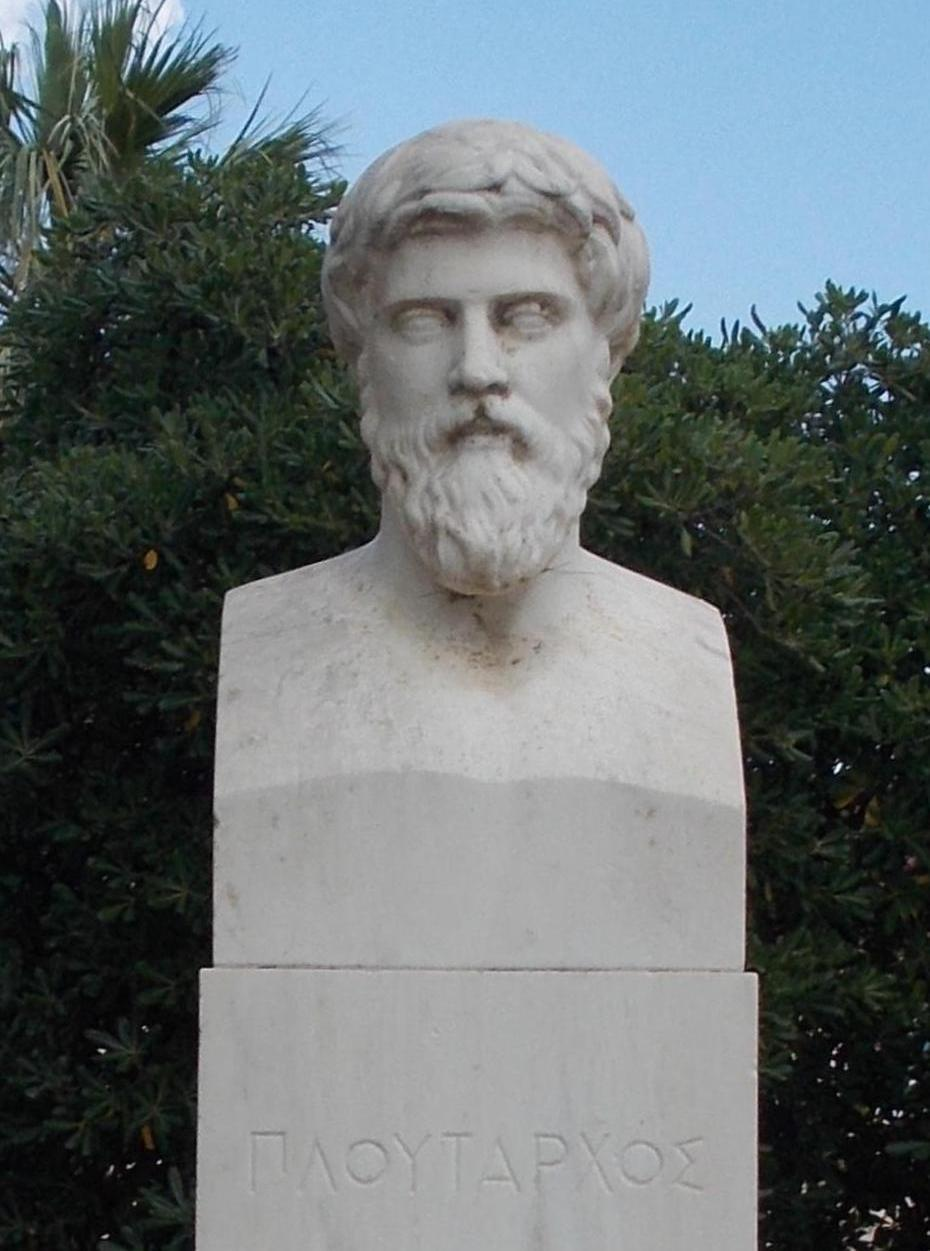
Busto di Plutarco, Cheronea

Le fonti antiche sul periodo ellenistico sono poche e, in particolare, le uniche opere di cui disponiamo per poter analizzare la figura di Cleomene III sono le Vite parallele di Plutarco. Lo storico di Cheronea, infatti, dedica una delle sue Vite allo stesso Cleomene e dà altri particolari nella Vita di Agide (associata a quello dello stesso Cleomene) e in quella di Arato.
Gli altri autori antichi, come Pausania, nominano il re spartano solo incidentalmente, con la sola eccezione di Polibio che, nelle sue Storie, descrive con accuratezza la guerra cleomenea, senza però dilungarsi sulla figura del re e concentrandosi invece sugli aspetti bellici e politici.
Per scrivere le Vite di Agide e di Cleomene, Plutarco utilizzò principalmente come fonte Filarco, che scriveva con un atteggiamento filo-spartano, mentre per la Vita di Arato lo storico di Cheronea fece uso delle Memorie autobiografiche dallo stesso stratego, che erano scritte con un evidente intento auto-apologetico e dunque ostile a Cleomene stesso.
Grazie alla diversità tra questi due punti di vista presenti nelle fonti antiche, è possibile per gli storici moderni avere sia il lato autoritario e dispotico del re di Sparta, che i suoi avversari definivano come "fuorilegge e tiranno" (in greco antico: παράνομος καὶ τυραννικός?, parànomos kài tyrannikòs), sia il lato riformatore e benefattore della patria, della quale Cleomene rivoluzionò l'apparato finanziario e politico raggiungendo, pur per breve tempo, l'egemonia sul Peloponneso.
Anche secondo Polibio, che utilizza le Memorie di Arato come fonte, Cleomene fu un tiranno, ma, per il resto, lo storico di Megalopoli non menziona per niente le riforme economiche ed istituzionali realizzate dal re di Sparta, facendo giungere i moderni alla conclusione che Polibio abbia volutamente omesso questi fatti per evidenziare solo il carattere autoritario del re e giustificare in questo modo l'alleanza acheo-macedone contro Sparta.
Secondo la storiografa Françoise Lefèvre, Cleomene attuò una politica che mescolava tradizionalismo ed innovazione: da una parte aveva infatti restaurato le leggi di Licurgo e l'agoghé ed aveva introdotto la magistratura dei patronomoi, custodi delle tradizioni, dall'altra aveva eliminato gli efori, promulgato la riforma finanziaria ed agraria e riformato l'esercito, introducendo l'utilizzo della falange in analogia alle truppe macedoni.

## Nella letteratura
A Cleomene il drammaturgo John Dryden dedicò una tragedia, scritta nell'aprile del 1692, intitolata Cleomenes, the Spartan Hero.
Cleomene compare tra i personaggi del libro “La chioma di Berenice” di Denis Guedj, ambientato nel III secolo a.C. nell'Egitto dei Tolomei.
Cleomene compare tra i personaggi del libro "The corn king and the spring queen" di Naomi Mitchison.